# Julian Kasimirowitsch Ljublinski

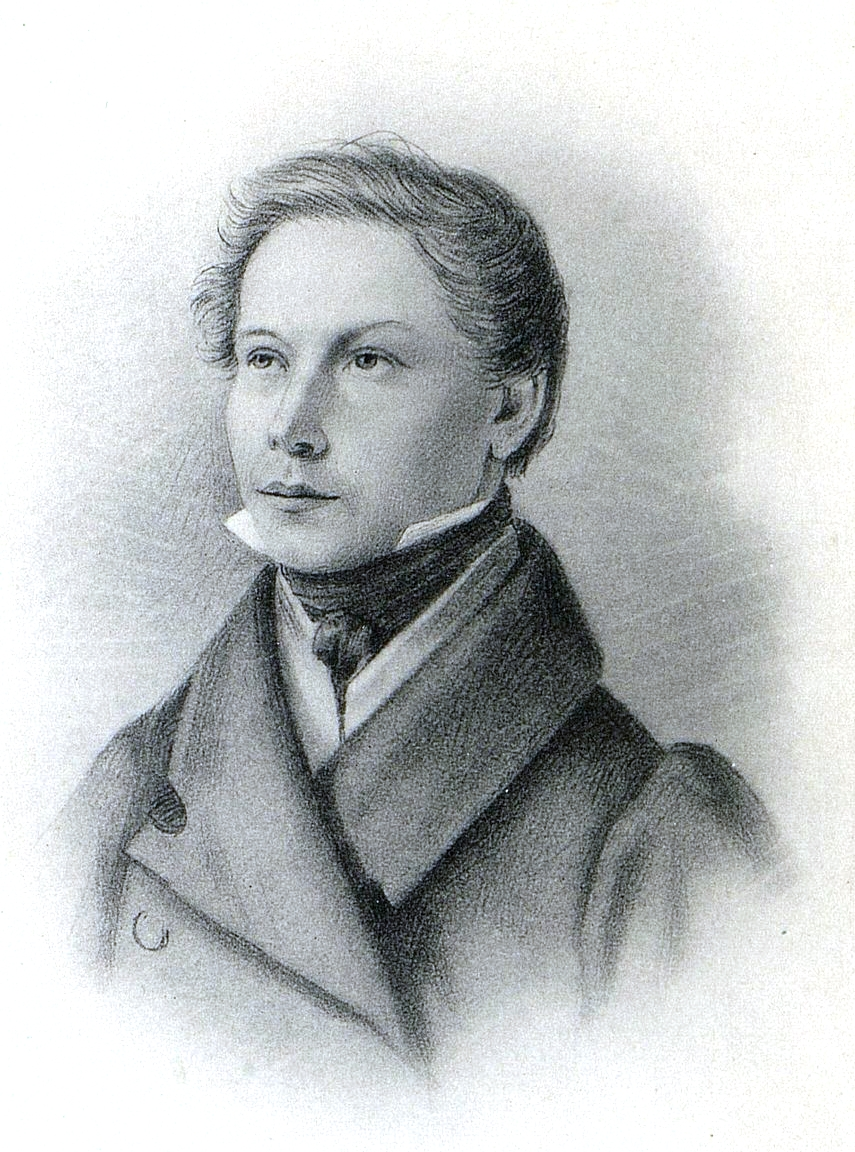
Julian Ljublinski

Julian Kasimirowitsch Ljublinski (russisch Юлиан Казимирович Люблинский, ukrainisch Юліан Казимирович Люблінський Julian Kasymyrowytsch Ljublinskyj; * 6. Novemberjul. / 17. November 1798greg. im Gutshof Ljublinez bei Nowgorod-Wolynsk, Gouvernement Wolhynien, Russisches Kaiserreich; † 14. Augustjul. / 26. August 1873greg. in Sankt Petersburg, Russisches Kaiserreich) war ein russischer Dekabrist.

## Leben
Er kam als Julian Motoschnowitsch (Мотошнович), Sohn einer polonisierten kleinadeligen ukrainischen Familie zur Welt. Sein katholischer Vater Kasimir Motoschnowitsch starb 1803. Seinen Nachnamen Ljublinski übernahm er vom Gut Ljublinez, das seiner Familie gehörte.
Er war ab 1803 an einer Piaristenpriester-Schule, musste diese aber wegen schlechter Gesundheit 1811 vorzeitig beenden und bildete sich im Anschluss vorwiegend autodidaktisch weiter. Er las viel, insbesondere politische Schriften, war jedoch weniger an praktischen Lösungen als mehr an theoretischen sozialen und politischen Fragen interessiert. Zudem lernte er, ohne fremde Hilfe, russisch, latein und französisch sowie teilweise italienisch und deutsch. In der Ujesd Nowgorod-Wolynsk wurde er 1817 zum Gerichtsbeisitzer gewählt, verließ aber bald sein Amt und studierte ein Jahr lang am Lyzeum in Kremenez. Im Auftrag von Adam Jerzy Czartoryski wechselte er 1818 in das Büro der Universität Wilna und zwischen 1819 und 1821 war er freier Zuhörer an der Fakultät für Verwaltung und Recht an der Universität Warschau.
In Warschau unterhielt Ljublinski Kontakte zu illegalen polnischen Geheimorganisationen, der Union der jungen Polen und der Union der Freunde, woraufhin man ihn 1821 verhaftete und im Warschauer Arsenal inhaftierte. Da keine Anklagegründe gegen ihn vorhanden waren, wurde er 1822 unter polizeilicher Aufsicht von Warschau zum Wohnort seiner Mutter nach Nowgorod-Wolynsk ausgewiesen.
Ljublinski gründete 1823, gemeinsam mit den Brüdern Andrei (1798–1854) und
Pjotr Borissow (1800–1854) die panslawische Gesellschaft der vereinten Slawen und übersetzte deren Satzung ins französische und polnische. Nach dem am 14. Dezemberjul. / 26. Dezember 1825greg. stattgefundenen Dekabristenaufstand wurde er am 15. Februarjul. / 27. Februar 1826greg. auf dem Weg von Schytomyr nach Sankt Petersburg verhaftet und am 2. Märzjul. / 14. März 1826greg. in der Peter-und-Paul-Festung inhaftiert. Am 10. Juli 1826 wurde er, als Schuldiger der von der Untersuchungskommission festgelegten Kategorie VI., zunächst zu fünf Jahren Zwangsarbeit, anschließendem Exil und dem Entzug des Adelstitels verurteilt, was aber bereits am 22. August 1826 auf 3 Jahre Zwangsarbeit reduziert wurde.
Von der Peter-und-Paul-Festung aus trat er am 7. Februarjul. / 19. Februar 1827greg. den Gefangenentransport nach Sibirien an, wo er am 4. Apriljul. / 16. April 1827greg. im Ostrog Tschita (Читинский острог) in Transbaikalien ankam. Nach seiner Haftzeit wurde Julian Ljublinski per Dekret vom 30. Juli 1829 in der Festung Tunkinskaja im Gouvernement Irkutsk zwangsangesiedelt. Dort heiratete er eine Bäuerin und wurde Vater von fünf Kindern. Am 26. Januar 1844 erhielt er die Erlaubnis, ins Dorf Schilkino im Gouvernement Irkutsk zu ziehen, was er im August 1845 tat. Durch die Amnestie vom 26. August 1856 erhielt er seine früheren Rechte zurück und verließ Sibirien am 5. September 1857. Auf dem Rückweg reiste er über Sankt Petersburg, um dort seine Kinder einzuschulen. Vom 16. Dezember 1857 an lebte er in Slawuta im Gouvernement Wolhynien, wo er noch bis zum 12. Dezember 1858 unter Polizeiaufsicht stand. 1872 zog Ljublinski mit seiner Familie nach Sankt Petersburg, wo er 74-jährig starb und beerdigt wurde.